# Zegara zagraea
Zegara zagraea is een vlinder uit de familie Castniidae. De wetenschappelijke naam van de soort is in 1874 gepubliceerd door Rudolf Felder.
De soort komt voor in Costa Rica, Panama en Colombia.

## Ondersoorten
- Zegara zagraea zagraea (Panama, Colombia)
  - = Gazera columbina Boisduval, 1875
  - = Castnia cycna Westwood, 1877
  - = Castnia cycna var. minor Westwood, 1877
  - = Doubledaya zagraeus Buchecker, 1876
  - = Gazera zagraeoides Houlbert, 1917
- Zegara zagraea salvina (Westwood, 1877) (Panama, Costa Rica)
  - = Castnia salvina Westwood, 1877
  - = Castnia carilla Schaus, 1911
  - = Castnia columbina panamensis Talbot, 1929